# Вулиця Дмитра Багалія (Київ)
Ву́лиця Дмитра́ Багалі́я — вулиця в Дніпровському районі міста Києва, житловий масив Соцмісто. Пролягає від бульвару Верховної Ради до вулиці Гетьмана Павла Полуботка.
Прилучаються вулиці Вінстона Черчилля та Краківська.

## Історія
Вулиця виникла у 50-і роки XX століття під назвою Нова. Згодом названа на честь російського державного та військового діяча князя Дмитра Пожарського — з 1955 до 2023 року. Сучасна назва на честь  українського історика, філософа  Дмитра Багалія — з 2023 року.   